# Silent Star
「Silent Star」（サイレントスター）は、日本のCALLのセカンド・シングルである。1995年5月13日にソニー・ミュージックエンタテインメント/HIT STREETよりリリースされた。

## 解説
- 男性デュオのCALL（櫻井茂雄、小林基弘）のセカンド・シングルである。NACK5『JAPANESE DREAM』では、1995年4月期に3位を獲得している。
- JOYSOUNDでは「Silent Star」「Light Blue Time」がエントリーされている（2022年1月現在）。
- 復刻版『IN MY STYLE +4』ではSilent Star（オリジナルカラオケ）も収録された）[1]。

## 収録曲
1. Silent Star 【5:00】
  - 作詞: 櫻井茂雄、作曲: 櫻井茂雄、編曲: CALL・門倉聡
  - テレビ朝日『トゥナイト2』エンディングテーマ曲
2. Light Blue Time 【4:56】
  - 作詞: 櫻井茂雄、作曲: 櫻井茂雄、編曲: CALL・門倉聡
  - テレビ朝日『紺野美沙子の科学館』エンディングテーマ曲
  - 京阪電鉄TVCFイメージソング
3. Silent Star（オリジナル・カラオケ） 【5:00】